# موزه رولز-رویس
موزه رولز-رویس (انگلیسی: Rolls-Royce Museum) یک موزه خودروی تحت مالکیت خصوصی است که در درن‌بیرن، فورآرلبرگ، اتریش واقع شده است. گفته می‌شود این موزه، که در ۱۹۸۲ بنیان‌گذاری شد، و در ۱۹۹۹ به‌طور رسمی برای بازدید عموم گشایش یافت، دارای بزرگ‌ترین مجموعه از خودروهای رولز-رویس در جهان است.

## تاریخچه
این موزه قبلاً در ساختمان سابق یک کارخانهٔ تولید پارچه قرار داشت که مالک آن اف. ام. هامرله بود. در سال ۲۰۱۷، فرانز وونیر، بنیان‌گذار این موزه، درگذشت و مقامات شهر و استان محل استقرار موزه تصمیم گرفتند که یارانهٔ پرداخت‌شده برای اجارهٔ ساختمان موزه را قطع کنند. پس از آن بازماندگان بانی این موزه، برنارد و یوهانس، متعاقباً این موزه را به یک ساختمان کوچک‌تر در نزدیکی ساختمان پیشین، که مالک آن نیز خودشان بودند، منتقل کردند.
با توجه به وجود فضای کمتر در ساختمان جدید، این موزه اکنون بر روی نمایشگاه‌های خاص‌تر خود متمرکز شده‌است و برای ارائهٔ یک زمینهٔ جدید در هر سال متمرکز است.

## مجموعه
مجموعهٔ دائمی این موزه متشکل از بیش از ۱٬۰۰۰ شیء است که شامل ۷۰ خودرو نیز می‌شود.
مدل‌های قابل توجه موجود در نمایشگاه دائمی این موزه شامل موارد زیر است:
- فانتوم ۱ ۱۹۲۷، رانده‌شده توسط پیتر اوتول در فیلم لورنس عربستان
- فانتوم ۱ ۱۹۲۷، متعلق به ژنرال فرانکو
- فانتوم ۲ ۱۹۳۲، رانده‌شده توسط ریتا هیورث
- فانتوم ۳ ۱۹۳۶ متعلق به ملکه الیزابت